# عدد استوآرت
عدد استوآرت(به انگلیسی: Stuart number) کمیت بدون بعدی است که در دینامیک سیالات کاربرد داشته و به صورت نسبت نیروی الکترومغناطیس به نیروی اینرسی تعریف می‌شود.

## تعریف
{\displaystyle {\it {N}}={\frac {Ha^{2}}{Re}}={\frac {B^{2}\cdot L_{c}\cdot \sigma }{\rho U}}}
- {\displaystyle Ha} – عدد هارتمن
- {\displaystyle Re} – عدد رینولدز
- {\displaystyle B} – چگالی شار مغناطیسی
- {\displaystyle L_{c}} – طول مشخصه
- {\displaystyle \sigma } – رسانایی الکتریکی
- {\displaystyle \mu } – ویسکوزیته دینامیک، که برخی اوقات با نماد {\displaystyle \eta } نشان داده می‌شود.